# Fuerza de Policía Palestina
La Fuerza de Policía Palestina (FPP) fue un servicio de policía colonial británico establecido en el mandato británico de Palestina el 1 de julio de 1920, cuando la administración civil del alto comisionado Herbert Samuel asumió la responsabilidad de la seguridad de la Administración del Territorio Enemigo Ocupado (Sur) del Edmund Allenby.

## Antecedentes

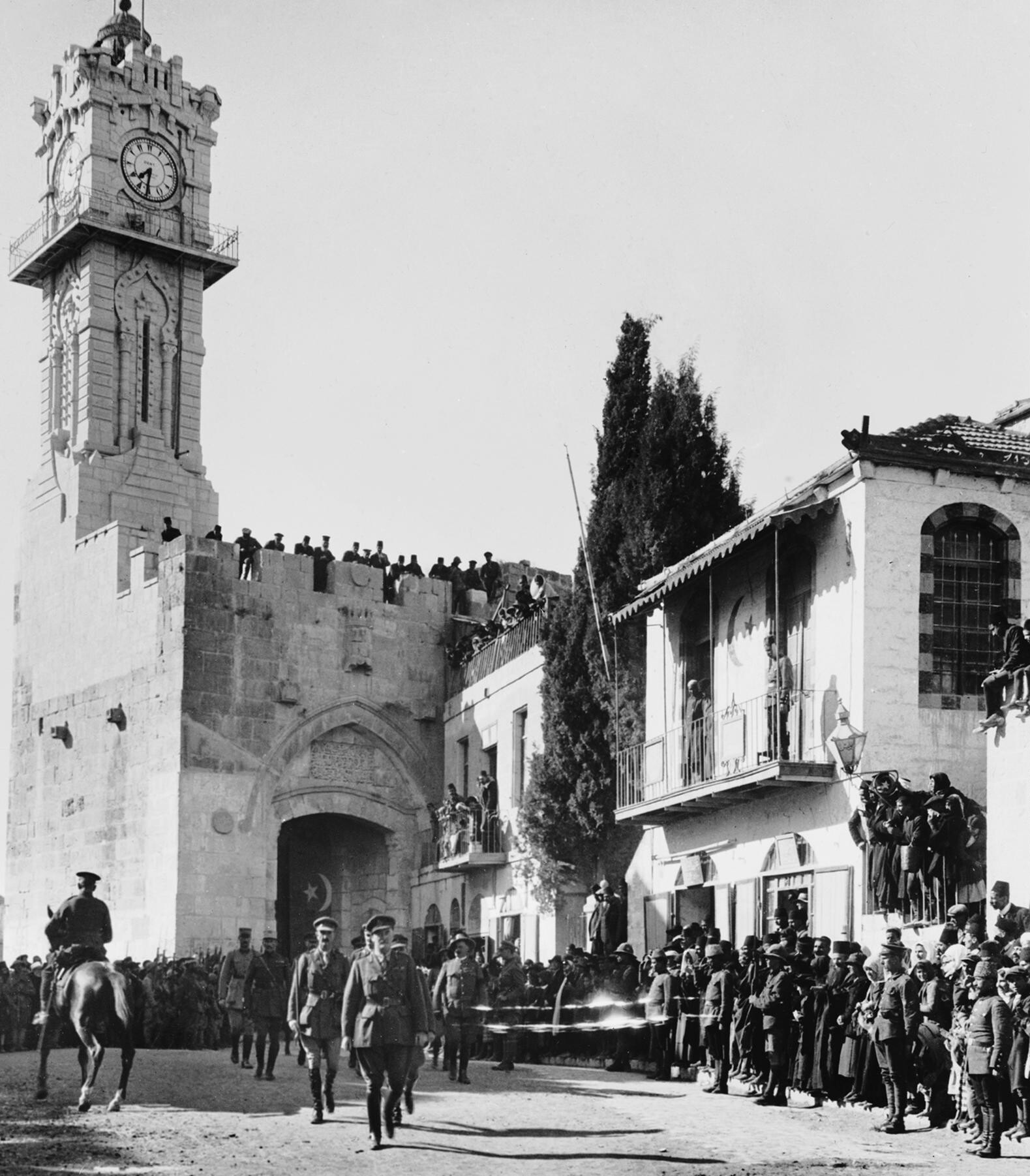
El victorioso general Allenby, desmontado, entra a pie en Jerusalén por la Puerta de Jaffa por respeto a la Ciudad Santa, el 11 de diciembre de 1917.

La Fuerza Expedicionaria Egipcia había ganado la decisiva batalla de Gaza en noviembre de 1917 bajo el mando del recién nombrado comandante en jefe de Palestina, el general Edmund Allenby. Después de la batalla de Jerusalén en diciembre, Allenby aceptó la rendición de la ciudad, que fue sometida a la ley marcial, y se apostaron guardias en varios puntos dentro de la ciudad y en Belén para proteger los lugares considerados sagrados por las religiones cristiana, musulmán y judía. Tras una victoria británica decisiva en la batalla de Megido, el Imperio otomano se rindió formalmente el 30 de octubre de 1918,  dejando a los británicos con el control total de Palestina.
El cuartel general de la policía en Jerusalén se estableció inicialmente en el Complejo Ruso, a lo largo de la calle Jaffa, donde el subdirector del mariscal contaba con la asistencia de la Policía Militar Británica. Inicialmente Palestina fue administrada en el distrito sur de la Administración del Territorio Enemigo Ocupado (ATEO). La Policía Palestina se fundó con el establecimiento en julio de 1920 de la administración civil del mandato británico bajo el mando del alto comisionado Herbert Samuel.

El primer comandante de policía fue el teniente coronel P.B. Bramley, OBE, con el título de Director de Seguridad Pública y con rango de Comandante de Policía y Prisiones. La fuerza policial en ese momento estaba formada por 18 oficiales británicos apoyados por 55 oficiales palestinos y 1144 soldados rasos, cuyas funciones se describían como:
"Además de cumplir las funciones ordinarias de la policía, tales como la conservación del orden público y la prevención y detección de delitos, actuar en la medida en que su número lo permita como escoltas para la protección de los recaudadores de impuestos, atender las citaciones emitidas por las autoridades judiciales, distribuir avisos gubernamentales y escoltar el tesoro gubernamental por todo el país."
La autoridad legislativa fue otorgada ocho meses después mediante la Ordenanza policial de 1921, aunque la autoridad del FPP nunca fue cuestionada legalmente.

## La Gendarmería Palestina
En 1926, las dos gendarmerías (la Gendarmería Británica, que había sido reclutada en su mayor parte de la disuelta Policía Real Irlandesa, y la Gendarmería Palestina, conocida como Fuerza de Policía Montada, y formada por judíos y árabes) fueron disueltas, transfiriéndose sus miembros a la Secciones británicas y palestinas de la Policía Palestina, mientras que la mayoría del resto se unió a un nuevo cuerpo, la Fuerza Fronteriza de Transjordania.

## Historia

### Los disturbios de 1929
En 1928, la Fuerza tenía 2143 oficiales (de todos los rangos): 321 judíos, 1.293 árabes musulmanes y 471 árabes cristianos.
En enero de 1930, Herbert Dowbiggin, inspector general colonial de la policía de Ceilán, fue enviado a Palestina para asesorar sobre la reorganización de la Fuerza de Policía Palestina, y su informe se presentó en mayo de ese año. Se trataba de un documento altamente confidencial que se consideró imposible de publicar en su momento. Siguiendo su consejo, las secciones de la policía británica y palestina fueron reforzadas y desplegadas de modo que ningún asentamiento judío importante o grupo de granjas judías quedara sin un destacamento, con acceso a armerías selladas y equipadas con armas Greener. Se dotó a cada colonia de un teléfono y se mejoró la red vial para darle mayor movilidad a la policía.

### La revuelta de 1936-1939
Durante la revuelta árabe de 1936-1939 en Palestina, los británicos establecieron fuerzas adicionales en Palestina, incluida la Policía de Asentamientos Judíos, la Policía Supernumeraria Judía y los Escuadrones Nocturnos Especiales Conjuntos Británicos-Judíos.

#### Los fuertes de Tegart
Los funcionarios de la Oficina Colonial en Londres querían que el oficial de policía e ingeniero irlandés Sir Charles Tegart se convirtiera en Inspector General de la Fuerza en 1937. Él se negó, pero se unió a Sir David Petrie para visitar el territorio (diciembre de 1937 - enero de 1938) para asesorar sobre cómo lidiar con guerrilleros árabes.
Los fuertes de Tegart son un estilo de fortaleza policial militarizada construida en toda Palestina durante el mandato británico. Los fuertes llevan el nombre de Tegart, quien los diseñó en 1938 basándose en sus experiencias en la insurgencia india. Decenas de estructuras de bloques de hormigón armado se construyeron siguiendo el mismo plan básico, tanto a lo largo del llamado Muro de Tegart en la frontera norte con Líbano y Siria, como en intersecciones estratégicas en el interior de Palestina.
Muchos de ellos siguen en pie hasta el día de hoy y algunos continúan utilizándose como cárceles y comisarías de policía.

### La Fuerza durante y después de la Segunda Guerra Mundial

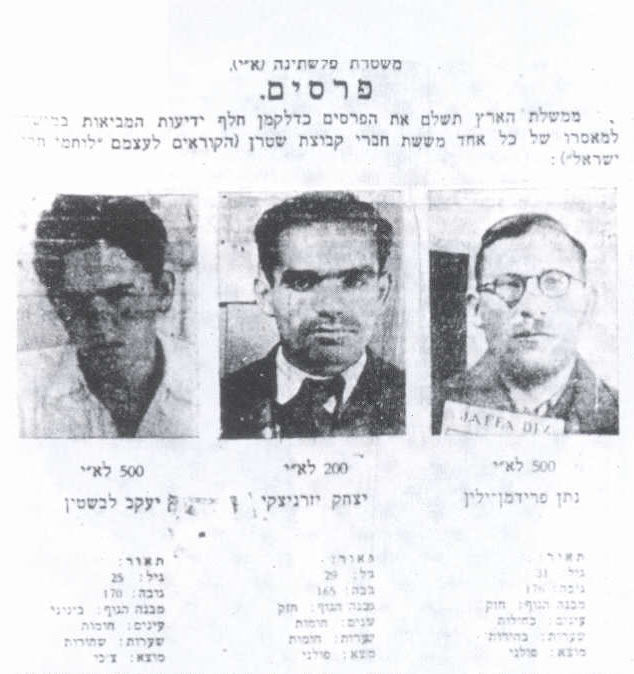
Cartel de búsqueda de la Policía Palestina que ofrece recompensas por la captura de los miembros de la banda de Stern: Los judíos Jaacov Levstein (Eliav); Yitzhak Yezernitzky (Shamir); y Natan Friedman-Yelin.

#### Segunda Guerra Mundial
A lo largo de 1941 y 1942, los alemanes se abrieron camino a través de África y habían tomado el control de una gran parte de Egipto. Siria estaba bajo el control del gobierno de Vichy y parecía posible una rápida incursión en Turquía por parte de las potencias del Eje. En junio de 1942 la situación parecía lo suficientemente grave como para promulgar la disposición del Reglamento de Defensa de 1940 antes mencionado que permitía al gobierno transformar una fuerza policial en una fuerza militar. Por lo mismo, el 27 de mayo de 1942, el Alto Comisionado de Palestina, Sir Harold Alfred MacMichael, hizo una proclamación que se publicó el 4 de junio de 1942. La proclamación afirmaba que la Policía Palestina sería una fuerza militar durante el resto de la guerra y estaba designada al servicio de la defensa de Palestina.
En 1944, se creó la Fuerza Móvil de Policía (PMF) como una fuerza de ataque totalmente militarizada, que formaba parte de la Policía Palestina y estaba bajo su mando. Establecida con 800 militares británicos, que habían estado en servicio activo en tiempos de guerra en Italia, el norte de África y Gran Bretaña, la PMF fue organizada, entrenada y equipada según líneas militares. Los miembros vestían 'trajes de batalla' y eran entrenados en un depósito de entrenamiento especial con sede en Yenín.

#### Resolución de partición de la ONU
En el momento del Plan de Partición de la ONU de 1947, solo los miembros británicos de la Fuerza ascendían a 4 000.

### El fin del Mandato para Palestina
El mandato británico sobre Palestina debía expirar el 15 de mayo de 1948, pero el liderazgo judío encabezado por el futuro primer ministro, David Ben-Gurión, declaró la independencia del Estado de Israel el 14 de mayo. Los miembros de la Policía Palestina se retiraron con el resto de los británicos en Palestina. Sin embargo, la influencia de la Policía Palestina alcanzó su punto máximo después de que la fuerza se disolviera el 15 de mayo, cuando alrededor de 1.400 policías obtuvieron puestos en otros lugares. En particular, se estableció en Malasia una policía especial de 500 ex policías palestinos después de que se declarara el estado de emergencia en junio de 1948. Los oficiales que sirvieron en Malasia también fueron transferidos a las fuerzas policiales coloniales en Kenia, Hong Kong y Tanganica. La Fuerza de Policía Palestina formó la base sobre la que se fundó la Policía de Israel. Posteriormente, cientos de agentes judíos de la policía palestina se unieron a la Mishteret Yisrael, la Policía de Israel. Los procedimientos operativos de la Policía Palestina permanecieron intactos en la Policía de Israel, y los uniformes y los nombres de los rangos de la Policía de Israel fueron idénticos a los de la Policía Palestina hasta 1958.